# Francesco Bega
Pour les articles homonymes, voir Bega.
Francesco Bega (né le 26 octobre 1974 à Milan, en Lombardie) est un footballeur italien. Il évolue au poste de défenseur avec le FC Lugano en Challenge League.

## Statistiques détaillées

### En club
| Saison      | Club             | Pays   | Championnat      | Championnat | Championnat |
| Saison      | Club             | Pays   | Division         | Matchs      | Buts        |
| ----------- | ---------------- | ------ | ---------------- | ----------- | ----------- |
| 1993 - 1994 | AC Monza         | Italie | Serie B          | 2           | 0           |
| 1994 - 1995 | AC Monza         | Italie | Serie C1         | 23          | 1           |
| 1995 - 1996 | AC Monza         | Italie | Serie C1         | 16          | 0           |
| 1996 - 1997 | AC Monza         | Italie | Serie C1         | 26          | 0           |
| 1997 - 1998 | Cosenza Calcio   | Italie | Serie C1         | 26          | 0           |
| 1998 - 1999 | AlzanoCene       | Italie | Serie C1         | 10          | 0           |
| 1998 - 1999 | Atletico Catania | Italie | Serie C1         | 9           | 0           |
| 1999 - 2000 | AlzanoCene       | Italie | Serie B          | 34          | 0           |
| 2000 - 2001 | Calcio Côme      | Italie | Serie C1         | 28          | 0           |
| 2001 - 2002 | Calcio Côme      | Italie | Serie B          | 23          | 0           |
| 2002 - 2003 | US Triestina     | Italie | Serie B          | 30          | 0           |
| 2003 - 2004 | US Triestina     | Italie | Serie B          | 36          | 0           |
| 2004 - 2005 | Cagliari Calcio  | Italie | Serie A          | 32          | 0           |
| 2005 - 2006 | Cagliari Calcio  | Italie | Serie A          | 29          | 1           |
| 2006 - 2007 | Genoa CFC        | Italie | Serie B          | 32          | 0           |
| 2007 - 2008 | Genoa CFC        | Italie | Serie A          | 10          | 0           |
| 2007 - 2008 | Brescia Calcio   | Italie | Serie B          | 18          | 0           |
| 2008 - 2009 | Brescia Calcio   | Italie | Serie B          | 14          | 0           |
| 2009 - 2010 | Brescia Calcio   | Italie | Serie B          | 28          | 3           |
| 2010 - 2011 | Brescia Calcio   | Italie | Serie A          | 27          | 1           |
| 2011 - 2012 | FC Lugano        | Suisse | Challenge League | 12          | 1           |